# Келич
Ке́лич — деревня в Юрлинском районе Пермского края на реке Юм (приток реки Коса), в 19 км от села Юрла. Входит в состав Юрлинского сельского поселения.

## История
Деревня Келич на карте 1734—1736 гг. показана как селение Кулич. Как видно из дел Чердынского уездного суда, в начале XIX века существовала особая Келичская волость государственных крестьян. В 1886 году в деревне числилось 41 хозяйство, в 1909 г. — 57 дворов, в них 307 жителей.
В деревне имелись церковная школа, 3 кузницы, ветряная мельница и вододействующая мельница на реке Юм. В Келиче были крупные скупщики хлеба, перепродававшие хлеб в северные волости уезда, имелись 3 веялки, 3 пасеки. Подсобными заработками были извоз, доставка хлеба на рынки, заготовка леса на сплав, охота и рыболовство.

## Население
| 1869 | 1909 | 1926 | 1958 | 1979 | 1989 | 1998 | 2010 |
| ---- | ---- | ---- | ---- | ---- | ---- | ---- | ---- |
| 164  | 307  | 427  | 310  | 254  | 240  | 253  | 177  |

## Экономика
Основные экономические отрасли: лесное хозяйство, розничная торговля. На территории поселения расположено Келичевское месторождение глин (кирпично-черепичное сырьё).

## Здравоохранение
Медицинскую помощь населению оказывает муниципальное учреждение здравоохранения «Юрлинская районная центральная больница».

## Образование
Келичский детский сад.

## Культура
Сельский клуб.

## Транспорт и связь
В деревне Келич присутствуют услуги стационарной телефонной связи.